# Carl Karsten
Carl (eller Karl) Johann Bernhard Karsten, född 26 november 1782 i Bützow, död 22 augusti 1853 i Schöneberg vid Berlin, var en tysk metallurg, son till Lorenz Karsten, far till Hermann och Gustav Karsten. 
Carl Karsten var 1819–50 chef för preussiska gruvväsendet. Åren 1850–51 tillhörde han preussiska lantdagens första kammare, där han starkt bekämpade de dåtida reaktionära krafterna. Han hade mycket stor betydelse för uppkomsten av den omfattande zinkindustrin i Schlesien.
Bland hans skrifter märks det epokgörande verket Handbuch der Eisenhüttenkunde (1816; tredje omarbetade upplagan, fem band med atlas, 1841), Grundriss der Metallurgie und der metallurgischien Hüttenkunde (1817; senare utvidgat till en stor handbok, System der Metallurgie, fem band, 1831–32) samt Grundriss der deutschen Bergrechtslehre (1828), Philosophie der Chemie (1843), där han som kantian och dynamiker opponerade sig mot en realistisk föreställning om atomerna och mot de richterska atomvikterna, och Lehrbuch der Salinenkunde (1846–47).
Karsten utgav 1814–15 en tysk översättning av Sven Rinmans "Försök till jernets historia". Han uppsatte och redigerade "Archiv für Bergbau und Hüttenwesen" (20 band, 1818–31) och, med Ernst Heinrich von Dechen som medredaktör, "Archiv für Mineralogie, Geognosie, Bergbau und Hüttenkunde" (26 band, 1829–54).